# Temporada do Clube de Regatas do Flamengo de 2018/Ranking
Estas são as estatísticas de ranqueamento do Clube de Regatas do Flamengo na temporada de 2018.

## Ranking
Posição no Club World Ranking:
| Mês       | Posição (geral) | Posição (Brasil) | Pontos | Ref.          |
| --------- | --------------- | ---------------- | ------ | ------------- |
| Janeiro   | 10              | 2                | 10 234 | [ 1 ] [ 2 ]   |
| Fevereiro | 11              | 2                | 10 434 | [ 3 ] [ 4 ]   |
| Março     | 12              | 2                | 10 194 | [ 5 ] [ 6 ]   |
| Abril     | 10              | 2                | 10 875 | [ 7 ] [ 8 ]   |
| Maio      | 7               | 2                | 11 501 | [ 9 ] [ 10 ]  |
| Junho     | 8               | 2                | 11 080 | [ 11 ] [ 12 ] |
| Julho     | 8               | 2                | 10 862 | [ 13 ] [ 14 ] |
| Agosto    | 9               | 2                | 11 313 | [ 15 ] [ 16 ] |
| Setembro  | 9               | 2                | 10 942 | [ 17 ] [ 18 ] |
| Outubro   | 11              | 2                | 10 486 | [ 19 ] [ 20 ] |
| Novembro  | 11              | 3                | 10 144 | [ 21 ] [ 22 ] |
| Dezembro  | 14              | 4                | 9 683  | [ 23 ] [ 24 ] |

     Melhor valor na temporada, em cada critério, dentro desta lista
Última atualização em 6 de janeiro de 2019.